# Candidatul (film)
Candidatul (în engleză The Candidate) este un film american din 1972, regizat de Michael Ritchie după scenariul scris de Jeremy Larner. Rolul principal este interpretat de Robert Redford. Temele sale includ modul în care aparatul politic corupe și necesitatea de a dilua mesajul unui candidat pentru a câștiga alegerile. Există multe paralele între alegerile pentru Senat din statul California din anul 1970, între John V. Tunney și George Murphy, dar personajul lui Redford, Bill McKay, este un novice în politică și Tunney era un congresman experimentat.
Pelicula a fost filmată în California de Nord în 1971. Peter Boyle joacă rolul consultantului politic Marvin Lucas. Scenariul a fost scris de Jeremy Larner, cel care a scris discursurile senatorului Eugene J. McCarthy în timpul campaniei lui McCarthy pentru nominalizarea la alegerile prezidențiale din 1968 din partea Partidului Democrat.

## Rezumat
Marvin Lucas (Peter Boyle), un specialist în alegerile politice, trebuie să găsească un candidat democrat pentru a-l învinge pe senatorul american de California, Crocker Jarmon, un republican popular. Ca urmare a faptului că nicio personalitate a Partidului Democrat nu dorește să intre într-o cursă aparent fără sorți de izbândă, Lucas îl alege pe  Bill McKay (Robert Redford), un bărbat atrăgător de vreo 30 și ceva de ani, căsătorit și neinteresat deloc de politică. În ciuda faptului că este fiul fostului guvernator John J. McKay (interpretat de Melvyn Douglas), Bill nu a fost niciodată interesat de politică și activează ca avocat pentru cauze liberale.
Lucas îi face lui McKay o propunere: Jarmon nu poate pierde și, din moment ce rezultatul competiției este deja decis, McKay este liber să-și facă campanie spunând exact ceea ce vrea el. McKay acceptă pentru a avea șansa de a promova valorile sale liberale și își începe campania. Fără nicio o opoziție serioasă din partea vreunui alt democrat, McKay câștigă nominalizarea din partea partidului. Lucas aduce apoi știrea dezolantă că, în conformitate cu cele mai recente proiecții electorale, McKay va fi învins cu o marjă covârșitoare. McKay se aștepta să piardă, dar nu vrea să fie umilit, așa că își extinde mesajul pentru a atrage mai mulți alegători.
McKay călătorește prin California, prezentându-și opiniile sale liberale în fiecare zi. Această abordare îl ridică în sondajele de opinie, dar el are acum o nouă problemă. Pentru că tatăl lui McKay nu a fost implicat în competiție, mass-media speculează că tăcerea lui este o aprobare a lui Jarmon. McKay se întâlnește cu tatăl său și îi spune problema; tatăl său afirmă în fața presei că nu îl susține pe Jarmon, respectând dorința fiului său ca el să rămână în afara competiției.
În timp ce McKay continuă să facă ce i s-a spus, el câștigă în sondajele de opinie până când ajunge la doar nouă puncte de contracandidatul său. Jarmon propune apoi o dezbatere. McKay este de acord să dea răspunsuri adaptate în loc să-și afirme opiniile sale reale. La dezbatere, candidații se confuntă unul cu celălalt. Pe finalul dezbaterii, McKay are o mustrare de conștiință și afirmă că dezbaterea nu a analizat subiecte reale, cum ar fi sărăcia și problemele rasiale. Lucas este furios și se teme că acest lucru va afecta campania. Mass-media încearcă să se confrunte cu McKay în culise, dar John J. McKay ajunge și-și felicită fiul pentru atitudinea de la dezbatere. În loc să raporteze izbucnirea de final a lui McKay, presa comentează reapariția fostului guvernator pentru a-l ajuta pe fiul său. Povestea pozitivă, cuplată cu ajutorul dat pe parcurs de tatăl lui McKay, culminează cu sosirea zilei alegerilor.
În ziua alegerilor, McKay câștigă. Într-una din scenele celebre ale filmului, el se izolează de vacarmul de la sediul partidului și îl trage pe Lucas într-o cameră în timp ce mulțimea jurnaliștilor fac gălăgie afară. McKay îl întreabă pe Lucas: "Marvin... Ce facem acum?" Mulțimea de jurnaliști intră însă în cameră și McKay nu primește un răspuns.

## Distribuție
- Robert Redford - Bill McKay
- Peter Boyle - Marvin Lucas
- Melvyn Douglas - fostul guvernator al Californiei John J. McKay
- Don Porter - senatorul Crocker Jarmon
- Allen Garfield - Howard Klein
- Karen Carlson - Nancy McKay
- Quinn K. Redeker - Rich Jenkin
- Morgan Upton - Wally Henderson
- Michael Lerner - Paul Corliss
- Kenneth Tobey - Floyd J. Starkey
- Natalie Wood - ea-însăși
- Chris Prey - David
- Joe Miksak - Neil Atkinson
- Jenny Sullivan - Lynn
- Tom Dahlgren - pilotul
- Gerald Hiken - directorul postului TV
- Leslie Allen - Mabel

## Recepție
Filmul a fost foarte apreciat atât de critici, cât și de public, și a contribuit la faima tot mai mare a lui Robert Redford. Într-un articol din New York Times (30 iunie 1972), criticul de film Vincent Canby a lăudat interpretarea lui Redford și a comentat că "Candidatul este serios, dar tonul său este rece, ca și cum aceste aspecte ar fi fost puse împreună de către persoane care au renunțat la speranță."
Christopher Null, de la filmcritic.com, a dat filmul nota 4,5 din 5 și a spus că "această satiră la adresa unei instituții americane continuă să câștige relevanță în loc să o piardă".

## Premii
Filmul a câștigat Premiul Oscar pentru cel mai bun scenariu original pentru Larner și a fost nominalizat și la Premiul Oscar pentru cel mai bun sunet (Richard Portman, Gene Cantamessa).